# Samuel Oppenheim
Samuel Oppenheim (Brušperk, 19 de novembro de 1857 — Viena, 15 de agosto de 1928) foi um astrônomo austríaco.
Em 1875 Oppenheim começou a estudar matemática, física e astronomia em Viena. Fez os Staatsexamen em 1880. De 1881 a 1887 trabalhou no Observatório de Viena de 1888 a 1896 no Observatório Kuffner em Viena. Obteve o doutorado em 1884 e a habilitação em 1910. Depois de lecionar em Praga foi professor de astronomia na Universidade de Viena.
Foi co-editor da seção de astronomia da Encyklopädie der mathematischen Wissenschaften.

## Publicações
- Oppenheim, S. (1919–1922). «Astronomie». Encyklopädie der mathematischen Wissenschaften mit Einschluss ihrer Anwendungen. 6.2.1

- Oppenheim, S. (1919–1922). «Astronomie». Encyklopädie der mathematischen Wissenschaften mit Einschluss ihrer Anwendungen. 6.2.2